# Jean-Jacques Siegrist
Jean-Jacques Siegrist (* 31. März 1918 in Lausanne; † 6. November 1992 in Lenzburg) war ein Schweizer Historiker. Er gilt als einer der herausragendsten Forscher der Geschichte des Kantons Aargau. Hervorzuheben sind insbesondere eine umfassende Rechtsquellenedition sowie Arbeiten zur Wirtschafts-, Sozial- und Rechtsgeschichte.

## Biografie
Siegrists Eltern waren beide Hotelangestellte, die in wechselnden Touristenorten arbeiteten. Sohn Jean-Jacques wurde in Lausanne geboren, wuchs aber in Meisterschwanden auf. Nach der Matura in Neuchâtel im Jahr 1937 arbeitete er für ein Textilhandelsunternehmen. 1941 begann er das Studium der Staatswissenschaften an der Universität Bern, das er 1947 mit Lizenziat abschloss. 1951 promovierte er mit einer Dissertation über die Verfassungs- und Wirtschaftsgeschichte der Herrschaft Hallwyl.
Der Quereinsteiger Siegrist verzichtete darauf, eine Habilitation anzustreben, und wurde als freischaffender Historiker tätig. In der Folge veröffentlichte er zahlreiche Monografien und Aufsätze. Schwerpunkte seiner Arbeit waren Ortsgeschichten sowie die Wirtschafts-, Sozial- und Rechtsgeschichte des südlichen Aargaus. Daneben war er Gemeinderat in seinem Wohnort Meisterschwanden sowie Schulinspektor und Amtsvormund des Bezirks Lenzburg.
1964 kam Siegrist mit dem Rechtshistoriker Karl Siegfried Bader in Kontakt. Über ihn erhielt er den Auftrag, für den Schweizerischen Juristenverband eine umfassende Rechtsquellenedition der Gemeinen Herrschaft der Freien Ämter zu erstellen. Von 1965 bis 1973 widmete er sich ganz der Forschungsarbeit, die zahlreiche weitere Publikationen hervorbrachte. 1974 wählte ihn der Regierungsrat zum Staatsarchivar des Kantons Aargau.
Der erste Teil seiner Quellenedition, die den Zeitraum bis 1712 umfasste (Teilung der Freien Ämter nach dem Zweiten Villmergerkrieg), wurde 1976 veröffentlicht und umfasste über 800 Seiten. Für den zweiten Teil hatte Siegrist ebenfalls Material gesammelt, doch blieb eine Bearbeitung aus, da er zunehmend an gesundheitlichen Problemen litt. Gleichwohl konnte er noch einige Aufsätze veröffentlichen. 1983 wurde Siegrist pensioniert, ein Schlaganfall zwei Jahre später verhinderte weitere Forschungstätigkeit. Schliesslich starb er 1992 in einem Altersheim in Lenzburg.
Siegrists wissenschaftlicher Nachlass ist seit 1985 im Besitz des Staatsarchivs Aargau. Der zweite Teil der von ihm begonnenen Rechtsquellenedition der Freien Ämter wurde von Anne-Marie Dubler fertiggestellt und 2006 veröffentlicht.

## Werke (Auswahl)
- Jean-Jacques Siegrist, Hans Weber: Burgen, Schlösser und Landsitze im Aargau. AT Verlag, Aarau 1984, ISBN 3-85502-199-6.
- Jean-Jacques Siegrist: Muri in den Freien Ämtern – Geschichte des Raumes der nachmaligen Gemeinde Muri vor 1798. In: Historische Gesellschaft des Kantons Aargau (Hrsg.): Argovia. Band 95. Verlag Sauerländer, Aarau 1983, ISBN 3-7941-2441-3 (e-periodica.ch).
- Die Freien Ämter I – Die Landvogteiverwaltung bis 1712. In: Sammlung Schweizerischer Rechtsquellen (SSRQ), Aargau II/8, 1976 (Quellenedition).
- Anne-Marie Dubler, Jean-Jacques Siegrist: Wohlen – Geschichte von Recht, Wirtschaft und Bevölkerung einer frühindustrialisierten Gemeinde im Aargau. In: Historische Gesellschaft des Kantons Aargau (Hrsg.): Argovia. Band 86. Verlag Sauerländer, Aarau 1975, ISBN 3-7941-1367-5 (e-periodica.ch).
- Jean-Jacques Siegrist: Lenzburg im Mittelalter und im 16. Jahrhundert. In: Historische Gesellschaft des Kantons Aargau (Hrsg.): Argovia. Band 67. Verlag Sauerländer, Aarau 1955 (e-periodica.ch).
- Jean-Jacques Siegrist: Beiträge zur Verfassungs- und Wirtschaftsgeschichte der Herrschaft Hallwyl. In: Historische Gesellschaft des Kantons Aargau (Hrsg.): Argovia. Band 64. Verlag Sauerländer, Aarau 1952 (e-periodica.ch).